# Деловые линии
ГК «Деловые Линии» — российская компания, предоставляющая услуги экспресс-доставки грузов и документов, складские и другие транспортно-экспедиторские и логистические услуги в России и по всему миру. Крупнейший российский транспортно-логистический оператор: занимает первое место по объёму складских площадей в регионах РФ (Knight Frank, 2021) и в рейтинге служб доставки в Москве («RAEX-Аналитика», 2020 г.). «Деловые Линии» — в перечне системообразующих организаций страны (Минтранс РФ). Основана в 2001 году. Штаб-квартира компании находится в Санкт-Петербурге.

## Деятельность
География доставки — более 90 % населенных пунктов в России, а также Белоруссия, Казахстан, Киргизия, Армения, Восточная Азия, Европа и Америка. Лидер среди транспортных компаний по размеру собственного автопарка: насчитывает порядка 4 тыс. машин ведущих мировых и российских производителей.
Осуществляет перевозку сборных грузов, транспортировку еврофурами, доставку «от адреса и до адреса» по городу и региону (включая экспресс-перевозки), аутсорсинг логистики (3PL-услуги). Сеть объединяет 249 подразделений в 201 городе. Экспресс-доставку компания осуществляет по более чем 5,8 тыс. маршрутов. В 2023 году «Деловые Линии» открыли 14 терминалов в новых городах, среди которых Петропавловск-Камчатский, Вязьму, Смоленск и Новосибирск, а площадь складов была увеличена на 26 тыс. м² и достигла 736 тыс. кв. м.
Транспортно-логистический оператор создал рабочие места для более 20 000 человек, включая занятость для студентов. Предоставляет широкие возможности для обучения профессии и карьерного роста. «Деловые Линии» — входит в тройку лучших работодателей страны по рейтингу «Индекс лидерства» сайта Rabota.ru, а по результатам исследования Superjob.ru — является привлекательным работодателем. Контакт-центр «Деловых Линий» возглавляет международный отраслевой рейтинг Апекс Берг Контакт-Центр Консалтинг". Признан «Надежным перевозчиком России» в 2022 г. согласно рейтингу Национального союза экспертов в сфере транспорта и логистики (СЭЛ) при поддержке Минтранса РФ.
ГК «Деловые Линии»:
- 66 стран доставки — Россия и другие страны ЕАЭС, Азия, Европа, Америка
- Более 240 подразделений
- 664 000 кв. метров складских площадей (LTL)
- Порядка 90 000 кв. метров под услуги 3PL
- 4 000 современных транспортных средств разной грузоподъемности

## Уголовные дела и судебные разбирательства
В сентябре 2016 года управление Следственного комитета РФ по Санкт-Петербургу возбудило дело об уклонении руководства «Деловых линий» от уплаты налогов более чем на 1 млрд руб. (ч. 2 ст. 199 УК РФ). За долги по налогам СКР было арестовано имущество компании стоимостью более 1,5 млрд руб. Обвиняемым по этому делу в апреле 2017 года стал соучредитель «Деловых линий» Александр Богатиков. В декабре 2016 года компания полностью погасила обязательства перед ФНС на сумму 1,6 млрд руб. (все недоимки, штрафы и пени), уголовное дело в отношении Богатикова было прекращено. В январе того же года «Деловые линии» подали иск о признании требований ФНС недействительными.
21 января 2020 года главный исполнительный директор банка «Траст», бывший председатель совета директоров «Деловых линий» Михаил Хабаров выиграл в Лондонском международном третейском суде (LCIA) иск против совладельца «Деловых линий» Александра Богатикова. LCIA обязал Богатикова и его компании Doglemor Trade и DL Management выплатить Хабарову и принадлежащей ему Caledor Consulting Ltd (у него 75 %, ещё 25 % — у А1) $58 млн. Дело касалось невыполнения условий соглашения о приобретении Хабаровым доли в «Деловых линиях».